# Actiniceps
Actiniceps es un género de hongos en la familia Pterulaceae. El género posee una distribución amplia en regiones tropicales, y contiene tres especies.